# アルベルト・ヒナステラ
アルベルト・エバリスト・ヒナステラ（Alberto Evaristo Ginastera,1916年4月11日 - 1983年6月25日）は、アルゼンチンのクラシックの作曲家。ヒナステーラとも呼ばれる。ブラジルのヴィラ＝ロボス、メキシコのチャベスやポンセらと並び、ラテンアメリカでもっとも重要なクラシック作曲家の一人である。ヒナステラとはスペイン語読みであるが、イタリア系アルゼンチン人である彼の苗字はジナステラと読むのが正しく、彼自身もそう発音されることを望んでいた。

## 人物
ブエノスアイレス生まれ。1938年、ブエノスアイレス音楽院を卒業。1945年から1947年にかけてアメリカ合衆国を訪れ、アーロン・コープランドにタングルウッド音楽センターで学んだ。その後ブエノスアイレスに帰り、そこで作曲家協会を共同で設立した。数々の指導の後、1968年からアメリカへ戻り、1970年からヨーロッパに移住。ジュネーヴで67年の生涯を終えた。1949 年に彼は、今日ではジラルド ジラルディ音楽院と呼ばれる音楽・舞台芸術院を設立しました。
作品には数種のオペラ、ピアノ協奏曲2曲、チェロ協奏曲2曲、ヴァイオリン協奏曲1曲、ハープ協奏曲1曲を含む。特に「ハープ協奏曲 作品25」は数少ないハープのための協奏曲として時折演奏される。他にバレエ音楽、室内楽及びピアノのための多くの作品がある。
アルゼンチン音楽の影響下に、オスティナート語法をふんだんに用いた明快な作風で知られる。その後は次第に原始主義的・無調的な作風に移行し、最終的には十二音技法や微分音も用いた。これに関してヒナステラ本人は、彼の音楽を3つの時期に分類している。1期目は「客観的愛国心」（この時期の作品はアルゼンチン民謡をじかに用いた曲が多い）、2期目は「主観的愛国心」（1948年〜、このころには、民謡を直接的には使っていないが、はっきりとアルゼンチンの個性が残っている）、そして3期目は「新表現主義」（1958年〜 、民謡の要素は連続の技法を使用し、より近代的な作風になっている）である。
アストル・ピアソラは彼の最初期の弟子である。
プログレッシブ・ロックのEL&Pの『恐怖の頭脳改革』に、ヒナステラのピアノ協奏曲第1番を元にした曲（「トッカータ」）が収録されている。編曲の許可を貰いに来たキース・エマーソンに対して、ヒナステラはその出来映えを絶賛したという。
堤俊作が1978年のジュネーブ国際音楽コンクール指揮部門で最高位を受賞したときの審査員がヒナステラだった。堤は後に『エスタンシア』の日本初演を手掛けた。

## 主な作品

### バレエ
- バレエ『パナンビ(Panambi)』 作品1 （1934年及び1936年、組曲版あり）
- バレエ『エスタンシア(Estancia)』 作品8 （1941年、組曲版あり）

### 管弦楽曲
- クリオールのファウスト序曲 Obertura para el "Fausto" Criollo 作品9 （1943年）
- 交響的三部作「オジャンタイ（またはオランタイ）」 Ollantay 作品17（1947年）
- 交響的変奏曲 Variaciones Concertantes 作品23（1953年）
- パンペアーナ(Pampeana) 第3番「交響的パストラール」 作品24 （1954年）

### 協奏曲
- ハープ協奏曲 作品25 （1956年）
- アルゼンチン風協奏曲 Concierto argentinos（ピアノと管弦楽のための） 作品番号なし （1937年）
- ピアノ協奏曲 第1番 作品28 （1961年）
- ピアノ協奏曲 第2番 作品39 （1972年）
- ヴァイオリン協奏曲 作品30 （1963年）
- チェロ協奏曲 第1番 作品36 （1968年）
- チェロ協奏曲 第2番 作品50 （1980年）

### ピアノ独奏曲
- 童謡小品集（子どものための小品集） Piezas infantiles 作品番号なし （1934年）
- アルゼンチン舞曲集 Danzas argentinas 作品2 （1937年）
- ミロンガ Milonga （『2つの歌曲』 作品3の第1曲目を作者自身がピアノ独奏用に編曲した作品。1938年）
- 3つの小品 Tres piezas 作品6 （1940年）
- マランボ Malambo 作品7 （1940年）
- 12のアメリカ大陸風前奏曲集 Doce Preludios americanos 作品12 （1944年）
- 組曲『クレオール舞曲集』 Suite de danzas criollas 作品15 （1946年）
- アルゼンチン童謡の主題による『ロンド』 Rondo sobre temas infantiles argentinos 作品19 （1947年）
  - 「我が子アレックスとヘオルヒーナに捧げる」と記されている。
- ピアノ・ソナタ 第1番 作品22 （1952年）
- ピアノ・ソナタ 第2番 作品53 （1981年）
- ピアノ・ソナタ 第3番 作品54 （1982年） - ヒナステラ最後の作品。単一楽章からなる。
- 子どもたちのためのアルゼンチン舞曲集 Danzas argentinas Para los ninos 作品番号なし

### 器楽曲、室内楽作品
- パンペアーナ 第1番（ヴァイオリンとピアノ） 作品16 （1947年）
- パンペアーナ 第2番（チェロとピアノ） 作品21 （1950年）

- 二重奏曲 （フルートとオーボエ） （1945年）
- ピアノ五重奏曲 作品29 （1963年）

- ギター・ソナタ 作品47 （1976年）
- チェロ・ソナタ（チェロとピアノ） 作品49 （1979年）

- 弦楽四重奏曲 第1番 作品20（1948年）
- 弦楽四重奏曲 第2番 作品26（1958年）
- 弦楽四重奏曲 第3番 作品40（1973年）

### 声楽をともなう作品
- 2つの歌曲 Dos canciones （歌とピアノ） 作品3 （1938年）
  - 第1曲目の「忘却の木の歌」は、ヒナステラの歌曲の中でも特に知られており、演奏会などでも取り上げられる機会が多い作品である。なおピアノ曲「Milonga」は、作者自身がこの歌曲を独奏用に編曲した作品である。
- トゥクマンの歌 （歌、フルート、ヴァイオリン、ハープと2つの打楽器） Cantos del tucuman　作品4 （1938年）
- アルゼンチン民謡による5つの歌曲集 Cinco canciones populares argentinas （歌とピアノ） 作品10 （1943年）
- ある農園での一日 Las horas de una estancia （歌とピアノ）　作品11 （1943年）

- 魔法のアメリカ大陸に寄せるカンタータ Cantata para america magia（ソプラノと打楽器群のための）作品27（1960年）

- カンタータ『ボマルツォ』(Bomarzo) 作品32 （1964年） - 作品34のオペラとは全く別の作品。

- 奪われたキスの歌 Cancion del beso robado　（歌とピアノ）　-　 作曲年代不明。偽作?

### オペラ
- オペラ『ドン・ロドリーゴ』(Don Rodrigo) 作品31 （1964年）
- オペラ『ボマルツォ』(Bomarzo) 作品34 （1966年及び1967年） -  1972年までアルゼンチンでの演奏が禁止された。
- オペラ『ベアトリクス・センシ』(Beatrix Cenci) 作品38 （1971年）

### 編曲作品
- ドメニコ・ツィポーリのオルガン曲「トッカータ ニ短調」のピアノ独奏用の編曲（1970年）